# Jonas et les Végétaloufs
Pour plus de détails, voir Fiche technique et Distribution.
Jonas et les Végétaloufs (Jonah: A VeggieTales Movie) est un film américain en animation 3D réalisé par Mike Nawrocki et Phil Vischer, sorti en 2002. Il est basé sur la série animée Les Végétaloufs et raconte l'histoire biblique de Jonas.

## Synopsis
À la suite d'un problème de voiture, les Végétaloufs se retrouvent bloqués dans un restaurant de fruits de mer.

## Fiche technique
- Titre : Jonas et les Végétaloufs
- Titre original : Jonah: A VeggieTales Movie
- Réalisation : Mike Nawrocki et Phil Vischer
- Scénario : Phil Vischer, Mike Nawrocki et Tim Hodge
- Musique : Kurt Heinecke
- Montage : John Wahba
- Production : Ameake Owens
- Société de production : Big Idea Productions et Family Home Entertainment
- Société de distribution : Gaumont (France) et Artisan Entertainment (États-Unis)
- Pays :  États-Unis et  Royaume-Uni
- Genre : Animation, aventure, comédie dramatique, comédie musicale
- Durée : 82 minutes
- Dates de sortie : 
  - États-Unis : 4 octobre 2002
  - France : 23 février 2007

## Doublage

### Voix originales
- Phil Vischer : Jonas / M. Lunt / Bob the Tomato / Phillipe Pea / Percy Pea / Nezzer / Pa Grape / Cockney Pea #2 / le roi Twistomer
- Mike Nawrocki : Larry the Cucumber / Jean Claude Pea / Cockney Pea #1 / la voix de la cassette / Jerry Gourd / Whooping BBQ Pea
- Tim Hodge : Khalil
- Lisa Vischer : Junior Asparagus
- Shelby Vischer : Annie
- Dan Anderson : Papa Asparagus
- Kristin Blegen : Laura Carrot
- Jim Poole : Scooter / un villageaois

### Voix québécoises[réf.nécessaire]
- Antoine Durand : Jonas
- Daniel Picard : Bob the Tomato
- Gilbert Lachance : Larry the Cucumber
- Aline Pinsonneault : Junior Asparagus
- Camille Cyr-Desmarais : Laura Carrot
- Sylvain Hétu : M. Lunt
- Pierre Auger : Papa Asparagus
- Hugolin Chevrette-Landesque : Jean-Claude Pea
- Nicolas Charbonneaux-Collombet : Percy Pea
- Bernard Fortin : M. Nezzer
- Jean-Luc Montminy : Jerry Gourd
- Vincent Davy : Pa Grape
- Hubert Gagnon : Khalil

## Box-office
Le film a rapporté 25,6 millions de dollars pour un budget de production de 14 millions de dollars.